# Abbaye de Mercoire
Pour les articles homonymes, voir Mercoire (homonymie).
L’abbaye de Mercoire est une abbaye cistercienne située dans la commune du Cheylard-l'Évêque en Lozère. Elle a été fondée avant 1200 et est située en plein cœur de la forêt de Mercoire, au pied du Moure de la Gardille, proche de la source de l'Allier.

## Histoire

### Fondation
Au XIIe siècle, Guillaume de Randon, baron de Randon en Gévaudan, offre une partie de la forêt de Mercoire aux moniales de l'abbaye soit un sixième des 10 000 hectares. Les premiers textes nous apprennent que l'abbaye était liée à l'abbaye d'hommes de Mazan, en Vivarais. Cependant, à ce moment-là, l'abbaye n'est rattachée à aucune maison mère.

### Prospérité
Rapidement, l'abbaye commence une croissance. Ainsi, se développent la culture et surtout l'élevage sur leur domaine. L'abbaye fait aussi l'acquisition d'autres domaines, dont l'un vers Joyeuse en Vivarais (plus exactement Rosières) depuis 1236 des Chateauneuf-de-Randon. Elle bénéficie également de nouveau dons de la maison de Randon, comme le domaine de Pont-de-la-Veissière et sa maladrerie, situé entre Langogne et Luc.
Le nombre de moniales atteint rapidement 50 religieuses consacrées, auquel il faut ajouter 15 demoiselles qui sont soit des novices, soit des filles de la noblesse locale, élevées à Mercoire. La règle appliquée au sein de l'abbaye est celle de l'idéal monastique de Citeaux.

### Déclin
Au XVe siècle elles ne sont déjà plus qu'une quinzaine. Cependant, jusqu'en 1563, et le concile de Trente, des hommes sont également présent dans l'abbaye, dont un chapelain.
Arrivent ensuite les guerres de Religion consécutives au massacre de la Saint-Barthélemy. Le capitaine huguenot Matthieu Merle ravage une grande partie du pays. Vers 1578, il arrive à Mercoire et détruit le couvent. L'abbesse, Hélix de Rochemure, s'est retirée sur Mende avec les objets les plus précieux. Au début du XVIIe siècle, la nouvelle abbesse consent à vendre les possessions en Vivarais pour reconstruire l'abbaye, puisque l'église comme les logements ont été détruits.
Peu de temps après, il est évoqué la possibilité de transférer l'abbaye sur Mende ou Langogne, mais l'idée est abandonnée en 1659. Elles sont alors 16 moniales présentes en 1688 .

### Depuis leXVIIIesiècle

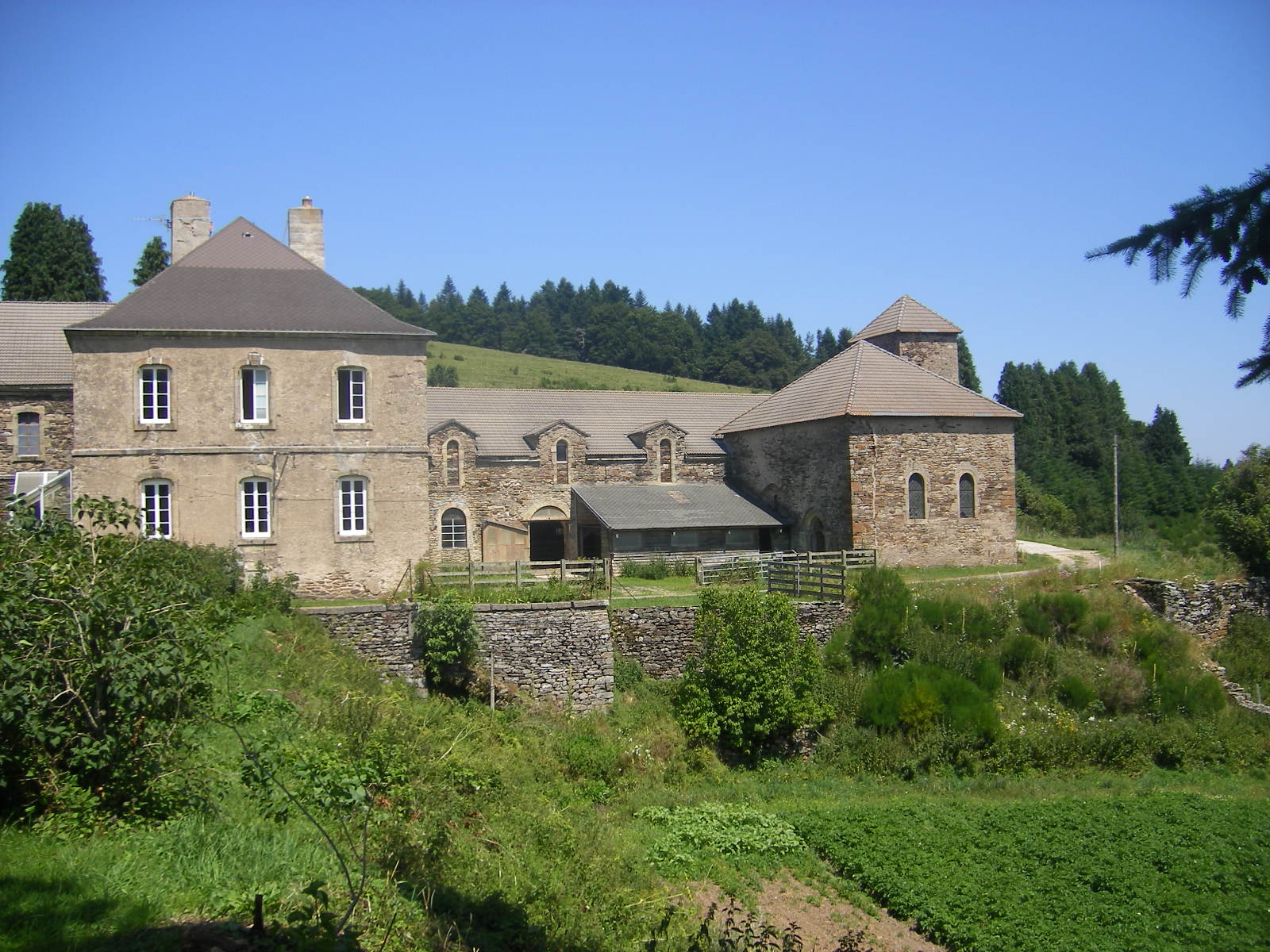
Autre vue de l'abbaye.

En 1716, l'abbaye n'est pas en bon état. Si le réfectoire et les cellules sont toujours entretenus, l'église ne l'est plus. Les moniales se contentent de la chapelle attenante, dont les dimensions sont plus cohérentes avec leur nombre. Puis, en 1773, l'abbaye brûle presque entièrement. Seules l'église et la chapelle sont épargnées par l'incendie. L'église est alors cloisonnée pour pouvoir loger les moniales. Grâce à l'apport notable de Louis XV de France, les bâtiments sont reconstruits assez rapidement.
Au moment de la Révolution française, elles sont sept moniales, dont deux sont absentes. L'inventaire de l'abbaye se déroule le 11 août 1790, à l'issue duquel il est demandé aux moniales si elles désirent conserver leur statut ou retourner à la vie civile. Les cinq présentes à ce moment-là désirent rester religieuses. L'une des absentes déclare la même chose un peu plus tard, alors que la seconde s'est éloignée de l'abbaye pour régler des problèmes de santé.
Elles restent donc toutes à Mercoire, mais ne reçoivent pas la pension qu'elles avaient reçue jusque-là. Elles sont donc dans un état de pauvreté proche de la misère. Aussi l'administration départementale décide le 14 juillet 1791, de fournir une pension pour qu'elles subviennent à leurs besoins. Le 15 juillet 1792, une perquisition a lieu, un voisin ayant dénoncé l'abbaye comme cachant des « suspects dangereux ». Rien n'est trouvé et il n'y a pas de suite. En revanche, le 29 décembre 1792, plus aucune moniale n'est présente dans l'abbaye. En effet, la loi du 18 août 1792 dissout l'ensemble des congrégations religieuses, y compris enseignantes. L'abbaye est alors vendue comme bien national en 1793. Entre-temps, Alexandre-Paul de Randon, le « marquis Rouge » de la Révolution française, député du Gévaudan, avait tenté de sauver l'édifice en voulant le faire classer comme hospice ou maison de charité. Le projet n'a pas eu de suite.
Elle est rachetée par un propriétaire en 1875, qui la transforme en ferme.
Depuis 1923, l'abbaye est la propriété de la famille Malzieu.

## Localisation
L'abbaye est située sur la commune du Cheylard-l'Évêque, au cœur de la forêt de Mercoire. Un affluent du Langouyrou, le Mercoire coule non loin de là. Elle est construite à 1 225 m d'altitude.

## Liste des abbesses
Cette liste est celle établie par Hugues de Tems à partir de la première abbesse connue en 1254, jusqu'à la dernière nommée en 1768. En tout, ce sont 29 abbesses qui se sont succédé à la tête de l'abbaye, :
| - 1254 : Amable de Rochefort - 1262 : Randone - 1271 : Philipette - 1275 : Ponce - 1276 : Ferrande - 1305 : Ermengarde de Cénaret - 1316 : Arzens de Cénaret - 1322 : Guiette de Cénaret - 1328 : Valburgue de Joyeuse - 1373 : Saure de Peyre | - 1381 : Alazie de Grèzes - 1434 : Maragde d'Arlande - 1461 : Cécile de Borne - 14?? : Jeanne I de Borne - 1466 : Marguerite I de Jonnas - 1486 : Louise I de Chalençon-Polignac - 15?? : Antoinette de Chalençon-Polignac - 15?? : Louise II de Rochemure la Bonne Abbesse - 1536 : Hélie de Rochemure - 1592 : Claudine d'Arcon - 1597 : Jeanne II de Rochefort | - 1601 : Renée de Goys - 1624 : Madeleine Bayle de Chantemule , - 1657 : Marguerite II de Molette de Morengiès - 1678 : Jeanne III Françoise de Noailles - 1686 : Hilaire de Reversat de Celetz - 1729 : Claire de Montmorin de Saint-Hérem - 1739 : Catherine I de Courdres - 1768 : Catherine II Sophie de Grégoire de Saint-Sauveur |